# Les Portes fermées
Pour plus de détails, voir Fiche technique et Distribution.
Les Portes fermées (Al abwab al Moghlaka) est un film égyptien réalisé par Atef Hetata, sorti en 1999.

## Synopsis
En 1990, Mohammed, quinze ans, vit au Caire avec sa mère qui vit librement. Il se tourne vers l'Islam le plus radical, qui le mènera jusqu'au matricide.

## Fiche technique
- Titre : Les Portes fermées
- Titre original : Al abwab al Moghlaka
- Réalisation : Atef Hetata
- Scénario : Atef Hetata
- Musique : Hesham Nazih
- Photographie : Samir Bahzan
- Montage : Dalia El Nasser et Catherine Poitevin
- Production : Gabriel Khoury, Marianne Khoury et Marie-Françoise Mascaro (producteurs délégués)
- Société de production : Arte France Cinéma, MISR International Films et Médiane Production
- Pays :  Égypte et  France
- Genre : drame
- Durée : 107 minutes
- Dates de sortie : 
  -  Italie : 8 septembre 1999 (Mostra de Venise)
  -  France : 29 novembre 2000

## Distribution
- Mahmoud Hemida : Mansour
- Sawsan Badr : Fatma
- Ahmed Azmi : Mohammed
- Manal Afifi : Zeinab

## Distinctions
Le film a été présenté au festival national du film du Caire où il a obtenu trois prix Horus (meilleure actrice pour Sawsan Badr, meilleur second rôle masculin pour Ahmed Azmi et meilleur premier film). Il a également obtenu l'Antigone d'or et le prix de la critique au festival du cinéma méditerranéen de Montpellier, le prix de la meilleure actrice et du meilleur scénario au festival international du film de Thessalonique et le prix du cinéma pour la paix à la Mostra de Venise 1999.